# Stazione di Caranzano-Sant'Andrea
La stazione di Caranzano-Sant'Andrea è una stazione ferroviaria posta sulla linea Alessandria-San Giuseppe. È posta nei pressi del centro abitato di Caranzano-Sant'Andrea.

## Storia[1]
Fino ai primi del novecento gli abitanti di Caranzano, Sant’Andrea e dei gruppi di case circostanti dovevano recarsi a piedi alla stazione di Cassine per poter vendere il proprio vino in Liguria e nel Piemonte. Alla luce di questa esigenza, venne costruita la stazione ferroviaria intitolata alle due frazioni e sia il treno merci che il treno passeggeri poté soddisfare i bisogni dei contadini. La prima fermata avvenne alle 12:15 del 19 settembre 1909. L'avvenimento era di straordinaria importanza sociale ed economica e in seguito a questa novità venne organizzato un comitato di inaugurazione presieduto dal Conte Zoppi di Cassine. Inoltre, in seguito ci fu anche la festa che prevedeva il ricevimento delle autorità e delle società e uno squisito pranzo di inaugurazione con tanto di ballo e trenta cameriere vestite col tricolore seguito da una visita alla Tenuta San Pietro della Marchesa Maddalena Buzzi-Langhi.
Ogni anno nel mese di settembre nei pressi della stazione si ricordò l’evento con una grande festa popolare che prevedeva l’installazione di un palco per il ballo accompagnato da una premiata orchestra, gara a bocce e piccole bancarelle. La ricorrenza finì di essere festeggiata negli anni ’50.
Nel 1985, il 13 giugno alle ore 21:48, il gestore Paolo Cavatore dette per l’ultima volta il segnale di partenza al treno e dunque la fermata venne abolita.

## Curiosità
Nel 1929 avvenne un fatto che destò scalpore nella piccola frazione di Caranzano: il duce Benito Mussolini dovette aspettare insofferente al passaggio a livello che arrivasse il treno in ritardo ed esclamò, riferendosi alla stazione che assomigliava a un villino tanto era ben tenuta, "Bello, grazioso e che bel fresco”.
Inoltre la stazione ferroviaria ottenne numerosi riconoscimenti e premi di bellezza.

## Strutture e impianti
La fermata, posta alla progressiva chilometrica 24+396, conta il solo binario passante servito da marciapiede. Non fermano treni, risulta dismessa dal 2003..